# Hayden Christensen
Hayden Christensen (Vancouver, 19 aprile 1981) è un attore canadese di origini danesi e svedesi.
Ha raggiunto la fama internazionale nella prima metà degli anni duemila, dopo aver interpretato il ruolo del giovane Anakin Skywalker nella trilogia prequel di Star Wars; ha ripreso il personaggio all'inizio degli anni duemilaventi, recitando in miniserie televisive come Obi Wan-Kenobi e Ahsoka.

## Biografia

### Infanzia ed esordi
Hayden Christensen è nato a Vancouver il 19 aprile 1981 da David Christensen, un programmatore canadese di origini danesi, e da Alie Nelson, un'insegnante di scrittura creativa canadese di origini svedesi. Quasi subito dopo la sua nascita, la sua famiglia si trasferì in Ontario, dove Christensen iniziò a frequentare la scuola. Si avvicinò al mondo della recitazione per caso: accompagnando la sorella sul set di uno spot di costumi da bagno fu notato subito e così iniziò la sua carriera artistica. Successivamente, all'età di 13 anni partecipò, tra i protagonisti, alla prima soap opera canadese: Family Passions. Nel 1997, all'età di 16 anni, Christensen prese parte anche alla serie televisiva Piccoli brividi unicamente nell'episodio Il pupazzo parlante n.3. Due anni dopo, nel 1999, Christensen prese parte anche alla serie televisiva Hai paura del buio?, da molti considerata la "rivale" di Piccoli brividi.
Il debutto sul grande schermo avvenne nel 1994 quando ricoprì un piccolo ruolo nel film Il seme della follia. Si fece notare al grande pubblico per il ruolo di Jake Hill Conley nel film di Sofia Coppola Il giardino delle vergini suicide. Nel 2000 partecipò alla serie TV Horizon, che ebbe un grande successo negli USA e in Canada e che fu trasmessa nel 2002 in Italia. Nel 2001 interpretò la parte di Sam Monroe, un ragazzo disadattato con problemi di droga ed in contrasto con i genitori, nel film di Irwin Winkler L'ultimo sogno. Questo ruolo gli valse la nomination al Golden Globe del 2002 come miglior attore non protagonista, nonché il premio come miglior attore giovane ai Movieline Awards del 2001, dove fu premiato da Ewan McGregor, e il premio come migliore attore non protagonista ai National Board of Review Awards del 2002.

### Successo conStar Wars

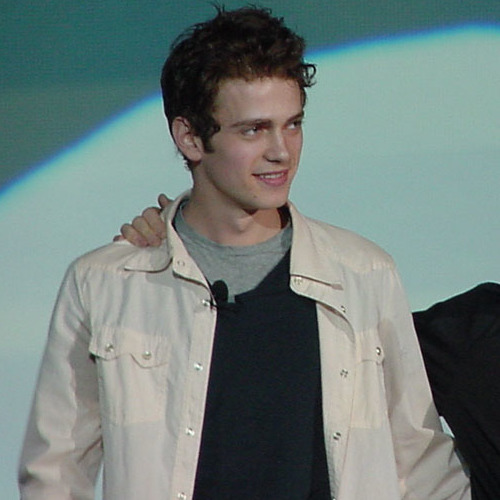
Hayden Christensen nel 2002

Raggiunge la popolarità mondiale il 12 maggio 2000, quando il regista George Lucas lo sceglie tra 1.637 candidati, di cui alcuni molto più famosi di lui, per interpretare il giovane Anakin Skywalker in due film della nuova trilogia di Guerre stellari. Interpreta Anakin per la prima volta in Star Wars - Episodio II - L'attacco dei cloni, secondo capitolo della saga, che esce nei cinema nel 2002. Il regista, per fargli imparare l'accento americano perfetto gli impose la visione di Gioventù bruciata con James Dean, al quale il suo personaggio doveva ispirarsi.
Nel 2002 recita, nel West End Londinese, nella piece di grande successo, This is our Youth, di Kenneth Lonergan (sceneggiatore di Gangs of New York e regista di Conta su di me), a fianco di Jake Gyllenhaal e Anna Paquin, che ottenne un grande successo di critica e pubblico. L'anno dopo viene scelto per interpretare Stephen Glass, protagonista de L'inventore di favole, che ebbe un gran successo nel 2003, soprattutto di critica, sia per la performance di Christensen, sia per quella di Peter Sarsgaard, nonché per il tema scottante sul giornalismo poco serio. Il film ricevette diverse nomination ai Golden Globe e agli Independent Spirit Awards del 2004: la pellicola viene spesso mostrata nelle scuole di giornalismo americano.
Nella versione del 2004 de Il ritorno dello Jedi, nella scena finale, Christensen sostituisce il fantasma del redento Anakin Skywalker, interpretato, nelle versioni precedenti, da Sebastian Shaw. Questo cambiamento è stato tra i più controversi. Lucas ha scelto di inserire Christensen, per mostrare Anakin com'era prima di passare al Lato Oscuro. D'altro canto, Christensen ha insistito sul fatto che questo era stato fatto a sua insaputa.
Nel maggio 2005 esce nei cinema Star Wars - Episodio III - La vendetta dei Sith, ultimo capitolo della trilogia prequel di Guerre stellari. Christensen dovette allenarsi per tre mesi, più di quanto non avesse dovuto fare per le precedenti pellicole, per poter essere in grado di eseguire i vari duelli con la spada laser presenti nella pellicola. Christensen apprezzò che la discesa del suo personaggio verso il Lato Oscuro fosse causata dall'amore che nutriva per la moglie:
(Hayden Christensen sul suo personaggio nel film Star Wars: Episodio III - La vendetta dei Sith)
Durante la produzione de La vendetta dei Sith, Christensen chiese a Lucas di poter recitare nelle scene con un costume di Dart Fener che meglio si potesse adattare al suo corpo, nonostante si fosse proposto per la parte anche David Prowse (che era 15 centimetri più alto di Christensen e aveva già interpretato Fener nella trilogia classica).
(Hayden Christensen dopo aver indossato il costume di Dart Fener)
Tuttavia la voce oscura di Dart Fener è rimasta quella originale di James Earl Jones, che aveva già prestato la voce al personaggio nella vecchia trilogia. La sua interpretazione in entrambi gli episodi II e III, ha ricevuto recensioni generalmente negative dalla critica (guadagnandosi il premio Razzie Award al peggior attore non protagonista in entrambi i film).

### Lavori successivi
Nel 2007 è uscito Awake - Anestesia cosciente, dove interpreta un malato di cuore bisognoso di un'operazione che si ritrova "sveglio" sotto i ferri, mentre a fine dicembre 2006 è uscito Factory Girl, dove interpreta Bob Dylan, anche se sotto lo pseudonimo di Billy Quinn. Nel settembre 2006 Hayden ha girato film di fantascienza Jumper accanto a Samuel L. Jackson (già suo compagno di set in Guerre stellari) e Rachel Bilson. L'anteprima mondiale del film si è tenuta il 6 febbraio 2008 al Colosseo di Roma, concesso, per la prima volta da anni, per un evento del genere.
Nel 2008 esce nei cinema Decameron Pie, film girato nel 2005, dove interpreta Lorenzo, uno dei protagonisti del Decameron di Giovanni Boccaccio. L'attore fa parte del cast di New York, I Love You , serie di cortometraggi sul tema dell'amore ambientati nella città di New York, sequel apocrifo di Paris, je t'aime. Il corto che lo vede protagonista è diretto dal regista cinese Jiang Wen vede, tra gli interpreti, oltre a lui, Andy García e Rachel Bilson.
Tra il 2008 e il 2009 ha girato Takers, a fianco di Matt Dillon e Paul Walker, un crime-thriller prodotto dalla Screen's Gem, con cui ha firmato un contratto per tre film: la pellicola è stata presentata con successo all'American Black Film Festival 2010 ed è uscita il 27 agosto 2010. Il film ha avuto buoni incassi, pur essendo prodotto con un budget limitato. Ha inoltre doppiato il personaggio di Jammer nel film di animazione di fantascienza Quantum Quest: A Cassini Space Odyssey, che oltre a segnare il debutto come doppiatore di Christensen, mostra immagini dello spazio girate dalla famosa sonda Cassini.
Da maggio 2009 è testimonial per Lacoste a fianco di Mats Wilander: l'attore canadese è la prima star a pubblicizzare tale marchio. Da metà ottobre a dicembre 2009 ha girato Vanishing on 7th Street diretto da Brad Anderson, con John Leguizamo e Thandie Newton. Questo film è stato presentato, nel 2010, al Toronto International Film Festival, al Sitges Film Festival, al Whistler Film Festival, al Torino Noir Film Festival e in tutti ha ricevuto ottime recensioni. La data di uscita è stata il 2011.
Nell'inverno 2010/2011 iniziò le riprese di The Cold, un thriller drammatico sui nativi americani e sulla guerra in Afghanistan.
Il 10 dicembre 2020, durante il Disney Investor Day 2020, è stato annunciato che avrebbe ripreso il ruolo di Dart Fener nella miniserie Obi-Wan Kenobi su Disney+.

## Vita privata

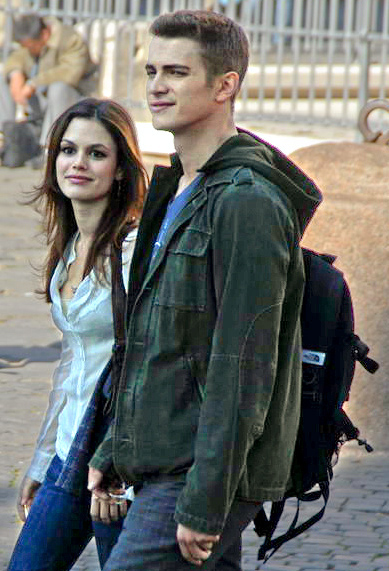
Hayden Christensen e Rachel Bilson nel 2006

È amico di Ewan McGregor, suo compagno di set in Guerre stellari, che lo ha ospitato nel 2002, ai tempi della pièce teatrale This is Our Youth, diretta da Kenneth Lonergan. Si presentò ai provini su suggerimento dello stesso McGregor.
Dal 2007 ha avuto una relazione con Rachel Bilson, conosciuta sul set di Jumper - Senza confini: i due si sono fidanzati il 25 dicembre 2008. A metà del 2010 si sono lasciati, salvo poi tornare insieme pochi mesi dopo. La coppia ha una bambina, Briar Rose, nata il 29 ottobre 2014. Nel settembre 2017 la coppia annuncia la loro separazione.
Christensen è un tifoso della squadra di hockey su ghiaccio Toronto Maple Leafs. Nel 2008, ha svolto un servizio pubblico per gli adolescenti dell'associazione no-profit Do Something. Ha fatto da modello nella pubblicità di Louis Vuitton. È stato presentato nella campagna Lazarus Effect dell'organizzazione no-profit RED, che ha lo scopo di aumentare gli sforzi per combattere l'AIDS in Africa.

## Filmografia

### Cinema
- Il seme della follia (In the Mouth of Madness), regia di John Carpenter (1994)
- Street Law, regia di Damian Lee (1995)
- College femminile (The Hairy Bird), regia di Sarah Kernochan (1998)
- Il giardino delle vergini suicide (The Virgin Suicides), regia di Sofia Coppola (1999)
- Freefall - Panico ad alta quota, regia di Mario Azzopardi (1999)
- L'ultimo sogno (Life as a House), regia di Irwin Winkler (2001)
- Star Wars - Episodio II - L'attacco dei cloni (Star Wars: Episode II - Attack of the Clones), regia di George Lucas (2002)
- L'inventore di favole (Shattered Glass), regia di Billy Ray (2003)
- Star Wars - Episodio III - La vendetta dei Sith (Star Wars: Episode III - Revenge of the Sith), regia di George Lucas (2005)
- Factory Girl, regia di George Hickenlooper (2006)
- Awake - Anestesia cosciente (Awake), regia di Joby Harold (2007)
- Decameron Pie (Virgin Territory), regia di David Leland (2007)
- Jumper - Senza confini (Jumper), regia di Doug Liman (2008)
- New York, I Love You, regia di Jiang Wen (2009)
- Takers, regia John Luessenhop (2010)
- Vanishing on 7th Street, regia di Brad Anderson (2010)
- American Heist, regia di Sarik Andreasyan (2014)
- Outcast - L'ultimo templare (Outcast), regia di Nick Powell (2014)
- 90 minuti in paradiso (90 Minutes in Heaven), regia di Michael Polish (2015)
- First Kill, regia di Steven C. Miller (2017)
- Little Italy - Pizza, amore e fantasia (Little Italy), regia di Donald Petrie (2018)
- The Last Man, regia di Rodrigo H. Vila (2018)
- Star Wars - L'ascesa di Skywalker (Star Wars: The Rise of Skywalker), regia di J. J. Abrams (2019) – voce

### Televisione
- Family Passions – serie TV (1993)
- Love and Betrayal: The Mia Farrow Story, regia di Karen Arthur – film TV (1995)
- Harrison Bergeron, regia di Bruce Pittman – film TV (1995)
- Titanic - Una storia d'amore (No Greater Love), regia di Richard T. Heffron – film TV (1996)
- Forever Knight – serie TV, 1 episodio (1996)
- Piccoli brividi (Goosebumps) – serie TV, 2 episodi (1997)
- Real Kids, Real Adventures – serie TV, 1 episodio (1999)
- Hai paura del buio? (Are You Afraid of the Dark?) – serie TV, 1 episodio (1999)
- Il famoso Jett Jackson (The Famous Jett Jackson) – serie TV, 1 episodio (1999)
- Un ragazzo contro (Trapped in a Purple Haze), regia di Eric Laneuville – film TV (2000)
- Horizon – serie TV (2000)
- Star Wars: The Clone Wars – serie animata, episodio 7x11 (2020) – voce[39]
- Obi-Wan Kenobi – miniserie TV, 5 puntate (2022)
- Ahsoka – serie TV, 4 episodi (2023)

## Riconoscimenti
- Golden Globe
  - 2002 – Candidatura al miglior attore non protagonista per L'ultimo sogno
- Screen Actors Guild Award
  - 2002 – Candidatura al miglior attore non protagonista per L'ultimo sogno
- Teen Choice Awards
  - 2005 – Candidatura al miglior attore in un film d'azione/avventura/thriller per Star Wars - Episodio III - La vendetta dei Sith
  - 2005 – Candidatura al miglior cattivo per Star Wars - Episodio III - La vendetta dei Sith
- MTV Movie Award
  - 2006 – Miglior cattivo per Star Wars - Episodio III - La vendetta dei Sith
  - 2006 – Candidatura al miglior combattimento (condiviso con Ewan McGregor) per Star Wars - Episodio III - La vendetta dei Sith
- Razzie Award
  - 2002 – Peggior attore non protagonista per Star Wars - Episodio II - L'attacco dei cloni
  - 2002 – Candidatura alla peggior coppia (condiviso con Natalie Portman) per Star Wars - Episodio II - L'attacco dei cloni
  - 2005 – Peggior attore non protagonista per Star Wars - Episodio III - La vendetta dei Sith
  - 2007 – Candidatura alla peggior coppia (condiviso con Jessica Alba) per Awake - Anestesia cosciente
- Saturn Award
  - 2003 – Candidatura al miglior attore emergente per Star Wars - Episodio II - L'attacco dei cloni
  - 2006 – Candidatura al miglior attore per Star Wars - Episodio III - La vendetta dei Sith

## Doppiatori italiani
Nelle versioni in italiano delle opere in cui ha recitato, Hayden Christensen è stato doppiato da:
- Francesco Pezzulli in Star Wars - Episodio II - L'attacco dei cloni, L'inventore di favole, Star Wars - Episodio III - La vendetta dei Sith[40], Factory Girl, Decameron Pie - Non si assaggia... si morde!, Jumper - Senza confini, Outcast - L'ultimo templare, First Kill, Little Italy - Pizza, amore e fantasia, Obi-Wan Kenobi[41], Ahsoka
- Marco Vivio in Awake - Anestesia cosciente, Takers, Vanishing on 7th Street, 90 minuti in paradiso
- Francesco Venditti ne L'ultimo sogno
- Claudio Ridolfo in Piccoli brividi

Da doppiatore è sostituito da:
- Francesco Pezzulli in Star Wars - L'ascesa di Skywalker